# イモトのWiFi presents 倉持明日香のサタデートリップ
『イモトのWiFi presents 倉持明日香のサタデートリップ』（イモトのワイファイ プレゼンツ くらもちあすかのサタデートリップ）は、Radio NEOとInterFM897の共同制作で2016年4月2日 - 2017年9月30日まで放送されていたラジオ番組。

## 概要
- 倉持明日香による、冠レギュラーラジオ番組で、エクスコムグローバルの一社提供。

- 当番組はRadio NEOとInterFM897の共同制作番組であり、企画・メール管理をRadio NEO、番組制作・番組サイト管理をInterFM897が行う。

## パーソナリティ
- 倉持明日香

## コーナー

### 現在のコーナー
PICK UP TRIP!
毎週ひとつの、都市や地域をPICK UPし、倉持がその場所にまつわる話をしていく、このラジオのメインコーナー。リスナーから海外旅行へ行ったときの思い出、エピソード、オススメ観光スポットや、グルメ情報などを募集している。
| 2016年4月 - | 2016年4月 -   | 2016年4月 -  |
| 回          | 日付          | 国名・都市名 |
| ----------- | ------------- | ------------ |
| 1           | 2016年 4月2日 | ハワイ       |
| 2           | 4月9日        | ハワイ       |
| 3           | 4月16日       | 香港         |
| 4           | 4月23日       | 香港         |
| 5           | 4月30日       | イタリア     |
| 6           | 5月7日        | イタリア     |
| 7           | 5月14日       | ルワンダ     |
| 8           | 5月21日       | ルワンダ     |
| 9           | 5月28日       | シンガポール |
| 10          | 6月4日        | シンガポール |